# 피오나 오쇼너시
피오나 오쇼너시(Fiona O'Shaughnessy, 1979년 1월 1일 ~ )는 아일랜드의 배우이다.
골웨이에서 태어났다.

## 출연 작품
- 그레텔과 헨젤 (2020년) - 어머니 역
- 니나 포에버 (2015년) - 니나 역
- 이프 아이 슈드 폴 비하인드 (2009년)
- 맬리스 인 원더랜드 (2009년)
- 야경 (2007년)
- 언틸 데스 (2007년)
- 헤일로우 이펙트 (2004년)
- 알렉산더 (2004년) - 간호사 역
- 골드피쉬 메모리 (2003년) - 클라라 역
- 워락 3 (1999년)

### 텔레비전
- 유토피아 (2013-14)